# Андрєєв Сергій Сергійович
Сергій Сергійович Андрєєв (25 квітня 1923, Москва - 18 січня 1995, Москва) — радянський тенісист і тенісний тренер, заслужений майстер спорту СРСР (1963), заслужений тренер СРСР (1970). 12-кратний чемпіон СРСР в різних розрядах, в тому числі 6 разів в одиночному розряді (1952, 1954-1958), абсолютний чемпіон Спартакіади народів СРСР 1956 року. Капітан чоловічої збірної СРСР в Кубку Девіса і жіночої збірної СРСР в Кубку Федерації . Член Залу російської тенісної слави (2005).

## Біографія
Сергій Андрєєв народився в Москві в 1923 році і почав грати в теніс в 14 років. Брав участь в Великій Вітчизняній війні , був поранений  ; в 1944 році нагороджений медаллю « За бойові заслуги », в 1945 році - орденом Червоної Зірки  (пізніше, в 1957 році, нагороджений також орденом « Знак Пошани » , а в 1988 році орденом Вітчизняної війни 2-го ступеня  ).
За словами Лариси Преображенської, довгий час грала з ним в змішаному парному розряді, Андрєєв домігся високих результатів самостійно, без допомоги тренера. Він довгий час залишався майстром гри з задньої лінії, але на четвертому десятку років життя освоїв і виходи до сітки, розуміючи, що без них не зможе перемагати . Після цього його завершальний удар справа у сітки навіть отримав власну назву «Андріївська хлопавка». У командних змаганнях Андрєєв представляв спорттовариство « Спартак » і збірну Москви. З 1952 по 1958 роки він 12 разів вигравав чемпіонат СРСР з тенісу в різних розрядах; шість перемог здобув в одиночному розряді (в 1952 і з 1954 по 1958 роки) , в чоловічому парному розряді перемагав в 1954, 1956, 1957 і 1958 роках (перші два титули з Семеном Беліц-Гейманом, останні два - з Миколою Озеровим ), в змішаному парному розряді - в 1954 (з Клавдією Борисовою ) і 1956 році (з Преображенською); також багаторазово ставав фіналістом чемпіонатів СРСР у всіх розрядах з 1948 по 1960 рік  . У 1954 і 1956 роках - абсолютний чемпіон СРСР (переможець у всіх трьох розрядах)  ; крім того, в 1956 році Андрєєв став абсолютним чемпіоном Спартакіади народів СРСР, неодноразово вигравав чемпіонати Москви і першості ДСТ «Спартак». У 1963 році удостоєний звання « Заслужений майстер спорту СРСР »  .
Хоча, за словами Преображенської, Андрєєв не любив ділитися ігровими напрацюваннями, на початку 1960-х років він був призначений на посаду старшого тренера збірної СРСР. Призначення стало для нього одночасно визнанням його здібностей і фактичним закінченням ігрової кар'єри: керівництво радянського тенісу не було готове до того, щоб тренери молодих гравців збірної змагалися з ними в чемпіонатах країни. Преображенська згадувала, що в матчі змішаних пар проти молодих Анни Дмитрієвої та Сергія Лихачова вони з Андрєєвим впевнено вели в рахунку, коли він раптово почав грати набагато гірше, і пов'язувала цей епізод з небажанням демонструвати, що тренер обігрує своїх підопічних. Крім того, додаткові труднощі в тренерській кар'єрі Андрєєва виникали через те, що збірну вони тренували спільно з Беліц-Гейманом, сповідували зовсім протилежний стиль гри: якщо Андрєєв наголосив гру на задній лінії, то Беліц-Гейман вимагав від гравців при першій можливості виходити до сітки .
Чоловіча збірна СРСР провела під керівництвом Андрєєва 33 матчі в Кубку Девіса в період з 1962 по 1973 рік. У 1970 році Сергій Андрєєв отримав звання « Заслужений тренер СРСР ». Одночасно, в 1968 році, він очолював і жіночу збірну в Кубку Федерації, де вона під його керівництвом провела три матчі  . З цієї посади Андрєєв був звільнений після того, як в ході поїздки з жіночої збірної в Італію у нього в поїзді вкрали сумку з грошима і паспортами всіх членів команди. Пізніше, в 1980-і роки, він тренував грузинську тенісистку Лейлу Месхі, часто літаючи до неї в Тбілісі .
Сергій Андрєєв помер в січні 1995 року, на 72-му році життя  . Похований на Ваганьковському кладовищі в Москві   . У 2005 році його ім'я було включено до списків Залу російської тенісної слави  .